# Plumularia aglaophenoides
Plumularia aglaophenoides är en nässeldjursart som beskrevs av Nutting 1927. Plumularia aglaophenoides ingår i släktet Plumularia och familjen Plumulariidae. Inga underarter finns listade i Catalogue of Life.